# Arturo Armando Molina
Arturo Armando Molina, född 6 augusti 1927 i San Salvador, El Salvador, död 19 juli 2021 i Kalifornien i USA, var en salvadoransk militärofficer som var president i El Salvador från 1972 till 1977. Han påbörjade den första jordreformen i El Salvadors historia.